# Robert Scheidt
Robert Scheidt (* 15. April 1973 in São Paulo) ist ein deutschbrasilianischer  Segler.
Robert Scheidt begann neunjährig im Optimist mit dem Segelsport im Yacht Club Santo Amaro (YCSA) in São Paulo (Brasilien).  Als Jugendlicher wechselte er in die olympische Einhandklasse Laser, in der er unter anderem achtfacher Weltmeister wurde und zweimal olympisches Gold und einmal Silber gewann. 2001 und 2004 wurde er zum „Weltsegler des Jahres“ gewählt. Seit 2006 segelt Scheidt in der olympischen Starbootklasse und konnte sich auch damit in der Weltspitze etablieren.
Bei der Eröffnungsfeier der Olympischen Sommerspiele 2016 in Rio de Janeiro sprach er als Athletenvertreter den olympischen Eid.

## Größte Erfolge
- Olympische Goldmedaille – 1996 und 2004
- Olympische Silbermedaille – 2000 und 2008
- Olympische Bronzemedaille – 2012
- Sieger der Kieler Woche – 1999, 2000, 2004
- 9 Laser-Weltmeisterschaft-Titel – 1995, 1996, 1997, 2000, 2001, 2002, 2004, 2005 und 2013
- mehrfach Spitzenreiter der ISAF-Weltrangliste (ISAF World Sailing Rankings)
- Starboot-Weltmeister 2007 und 2011 gemeinsam mit Bruno Prada